# Józef Nowosielecki
Józef Roch Nowosielecki (Czeczel-Nowosielecki), herbu Jelita (ur. w 1821 w Birczy – zm. 4 czerwca 1903 w Łodzince) – ziemianin, działacz gospodarczy
Ziemianin, właściciel dóbr Wojtkowa, z Netrebką, w powiecie dobromilskim. Od 1862 członek a potem członek oddziału birczańskiego (1869-1876) i oddziału przemysko-mościcko-jaworowsko-birczańskiego (1877-1903) Galicyjskiego Towarzystwa Gospodarskiego. Członek Komitetu GTG (12 czerwca 1880 – 30 czerwca 1881). Detaksor wydziału okręgowego w Przemyślu od 1898 w Dobromilu Galicyjskiego Towarzystwa Kredytowego Ziemskiego (1873-1884).
Członek Rady Powiatu (1867-1876) z grupy większej własności, a od 1864 gmin wiejskich oraz prezes (1867-1868) i wiceprezes (1869-1876) Wydziału Powiatowego w Birczy. Członek Rady Powiatu (1877-1882, 1891-1903) z grupy gmin wiejskich od 1878 z grupy większej własności od 1898 z powrotem z grupy gmin wiejskich oraz wiceprezes (1877) i prezes (1898-1903) Wydziału Powiatowego w Dobromilu. Członek Okręgowej Rady Szkolnej w Przemyślu (1872-1876). Szacownik dóbr na obwód przemyski i sanocki przy Sądzie Obwodowym w Przemyślu (1871). Członek powiatowej komisji szacunkowej podatku gruntowego w Birczy (1871-1876) i Dobromilu (1877-1883).
Pochowany w rodzinnej kaplicy grobowej na cmentarzu w Nowosielcach Kozickich.

## Rodzina
Urodzony w rodzinie ziemiańskiej, syn Felicjana i Felicjanny z Trzemeskich. Ożeniony z Wilhelminą z Pieściorowskich (1829-1904). Mieli syna: posła na galicyjski Sejm Krajowy i starostę krośnieńskiego Stanisława (1856-1918).
Józef Nowosielecki pozostawił rodzinie pamiętnik, który w latach 50. XX wieku został przepisany na maszynie przez jego wnuczkę, Helenę (noszącą w zgromadzeniu sióstr niepokalanek imię Cecylii) i wydany drukiem w 2002 r w periodyku PTH – Dzieje Podkarpacia.